# 弘前市立松原小学校
弘前市立松原小学校（ひろさきしりつ まつばらしょうがっこう）は、青森県弘前市大字松原東二丁目にある公立小学校。

## 沿革
- 1979年（昭和54年）
  - 時期不明 - 校舎（棟番号1、2、3）建築[1]。
  - 4月1日[2] - 弘前市立文京小学校[3]及び本校の学区の住民が急激に増加し、文京小学校から分離し、創立された。
- 1980年（昭和55年） - 体育館建築[1]。
- 1981年（昭和56年） - 校舎（棟番号1、2、3-1）建築[1]。

## 学区
学園町、松原東全域、松原西1・2丁目、安原1丁目の一部、安原2・3丁目。

## 交通
- 弘南バス
  - 「松原小学校前」停留所
    - 松森町経由　弘前駅 - 座頭石線
    - 冨田大通り経由　弘前駅 - 自衛隊線
    - 冨田大通り経由　弘前駅・藤代営業所 - 安原団地線

  - 「松原」・「松原東三丁目」停留所下車　徒歩10分
    - 冨田大通り経由　弘前駅 - 小栗山線
    - 冨田大通り経由　弘前駅 - 狼森線
    - 三本柳・桜ヶ丘 - 義塾高校線
    - 工業高校・松森町経由　藤代営業所 - 小栗山線
    - 楢の木・糠坪・冨田大通り経由　堂ヶ沢 - 小栗山線